# 오피스 길잡이
본 문서의 이해를 돕기 위한 비자유 그림이 있습니다. 
링크의 파일을 직접 올려 주세요
오피스 길잡이(Office Assistant, Office 길잡이, 오피스 어시스턴트)는 오피스 도움말 콘텐츠와 인터페이스하는 대화형 애니메이션 캐릭터를 통해 사용자를 지원하는 단종된 마이크로소프트 오피스용 지능형 사용자 인터페이스이다. 이는 윈도우용 마이크로소프트 오피스(버전 97~2003), 마이크로소프트 퍼블리셔 및 마이크로소프트 프로젝트(버전 98~2003), 마이크로소프트 프론트페이지(버전 2002 및 2003) 및 맥용 마이크로소프트 오피스(버전 98~2004)에 포함되었다. 오피스 길잡이는 처음에는 마이크로소프트 밥과 나중에는 마이크로소프트 에이전트의 기술을 사용하여 베이즈 알고리즘을 기반으로 조언을 제공했다.
영어 버전의 기본 길잡이는 클립의 이름을 따서 Clippit으로 명명되었다. Clippit이라는 이름은 오피스 길잡이 기능을 지원하는 모든 버전의 마이크로소프트 오피스에서 사용되었지만, 이 길잡이는 대중에 의해 일반적으로 Clippy로 불리게 되었으며, 이 이름은 나중에 때때로 마이크로소프트 마케팅 자료에 등장하기도 했다. Clippy는 기본 길잡이였으며 가장 눈에 띄는 길잡이였으며(많은 경우 다른 길잡이를 설치하려면 설치 CD가 필요했기 때문에) 간단히 마이크로소프트 페이퍼클립(Microsoft Paperclip)이라고 불리기도 했다. 오피스 길잡이, 특히 Clippy는 수많은 비판과 패러디의 대상이었다. 2021년 11월 마이크로소프트는 윈도우 11의 클립 이모티콘(📎) 디자인을 공식적으로 Clippy로 업데이트했다.

## 같이 보기
- 마이크로소프트 코파일럿
- 마이크로소프트 밥
- 테이 (챗봇)
- 가상 비서